# Rudolph Theodorus van Pallandt van Eerde
Rudolph Theodorus baron van Pallandt van Eerde (Wezep, 28 november 1868 - Londen, 15 maart 1913) was een Nederlands politicus en sporter.
Van Pallandt was een Gelders-Overijssels edelman, die als 41-jarige Eerste Kamerlid werd voor de CHU. Hij bekleedde wel enkele bestuurlijke functies op provinciaal en waterstaatkundig gebied, maar oefende verder geen beroep uit. Hij overleed na drie jaar senator te zijn geweest.
Van Pallandt kwam voor Nederland uit bij de Olympische Spelen van 1908. Op die Spelen in Londen werd hij als lid van een Nederlands schuttersteam vierde op het onderdeel team trap.
Hij was eigenaar en bewoner van Kasteel Eerde en het bijbehorende landgoed. Na zijn kinderloos overlijden erfde zijn neef Philip van Pallandt (1889-1979) het landgoed met het kasteel. Philip erfde tevens de havezate Het Laar, dat door Rudolph in 1910 was aangekocht.
- Biografisch Portaal: 63865002
- Parlement.com: vg09ll43xszd